# Большое Богородское
Большое Богородское (фин. Leinjärvi) — озеро на территории Каменногорского городского поселения Выборгского района Ленинградской области.

## Общие сведения
Площадь озера — 1,2 км². Располагается на высоте 33,8 метров над уровнем моря.
Форма озера лопастная, продолговатая: вытянуто с северо-запада на юго-восток. Берега изрезанные, каменисто-песчаные.
Из юго-восточной оконечности озера вытекает безымянный водоток, впадающий в озеро Сысоевское, из которого берёт начало река Лазурная, впадающая в озеро Мелководное, из которого вытекает протока Кивистёнсалми, впадающая в озеро Луговое, из которого вытекает безымянная протока, втекающая в реку Вуоксу.
В озере расположены четыре безымянных острова.
У северо-западной оконечности озера проходит линия железной дороги Выборг — Хийтола — Вяртсиля, а также дорога местного значения 41К-185 («Комсомольское — Приозерск»).
Код объекта в государственном водном реестре — 01040300211102000012028.